# دامغان
دامغان شهری است که در شمال شرق ایران و در استان سمنان واقع شده‌است. این شهر یکی از کهن‌ترین و باستانی‌ترین شهرهای پارتی ایران است که در شاهنشاهی اشکانی نخستین پایتخت اشکانیان در ایران بود که دارای بیش از هفت هزار سال تمدن می‌باشد. نام قدیم آن دِه‌مغان و صددروازه و هکاتم پولیس (به یونانی: Hecatompylos) بوده‌است.
دامغان دارای چندین جاذبهٔ تاریخی و طبیعی است که از جملهٔ آن‌ها می‌توان به مسجد تاریخانه، تپه حصار، برج طغرل، پیر علمدار، چشمه علی، قلعه‌های گرد کوه، مهرنگار و منصور کوه، تپه‌های مریخی، تنگه زندان دیباج، دریاچه نمک و… اشاره کرد.
هوای پاک و وجود مناطق طبیعی با اقلیم‌های گوناگون در پیرامون شهر یکی از جاذبه‌های گردشگری آن است به طوری که با طی مسافتی کوتاه در شمال دامغان، کوه و جنگل‌های انبوه قرار دارد و در جنوب دامغان، کویر و شنزار است.
از نظر راه‌های مواصلاتی، دامغان در مسیر یکی از پر ترددترین و اصلی‌ترین کریدورهای کشور یعنی کریدور تهران-مشهد قرار گرفته‌است، لذا روزانه اتوبوس‌ها و قطارهای مختلفی به مقاصد تهران-مشهد از این شهر گذر می‌کنند. همچنین دامغان جاده‌ای به ساری دارد که دسترسی به شمال کشور را بسیار آسان می‌کند. در جنوب دامغان هم جاده‌ای به سمت اصفهان قرار دارد که به دلیل گذر از دشت کویر نسبت به سایر راه‌های مواصلاتی به دامغان، کم ترددتر است.

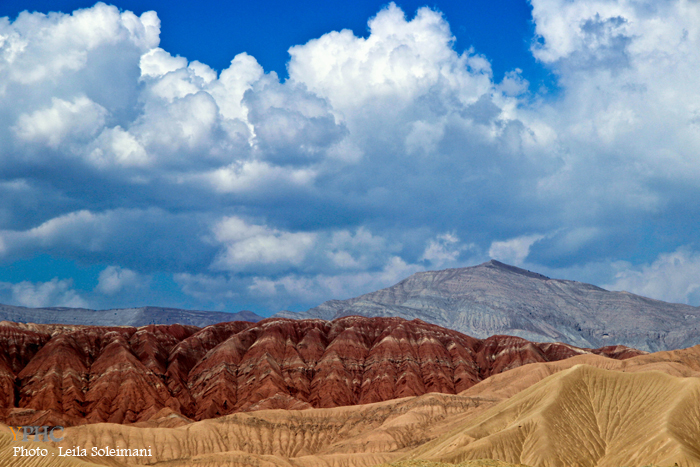
تپه‌های مریخی

## نام‌گذاری
نام دامغان از «ده» و «مغان» است. «ده» به معنای روستا است و «مغان» به معنای مگی است. همین‌طور یونانیان به این شهر را هکاتوم پولیس می‌شماردند که «هکاتم» لقبی هست که به شهرهایی که بالای چهار دروازه دارند داده می‌شد و «پولیس» هم به معنای شهر می‌باشد. نام ده مغان توسط زرتشتیان داده شده که شامل پادشاهانی چون کوروش و داریوش بزرگ از ایران باستان بود.
این شهر مهم ترین بخش ایالت کومیسنَه یا کومش در تاریخ ایران بوده‌است.

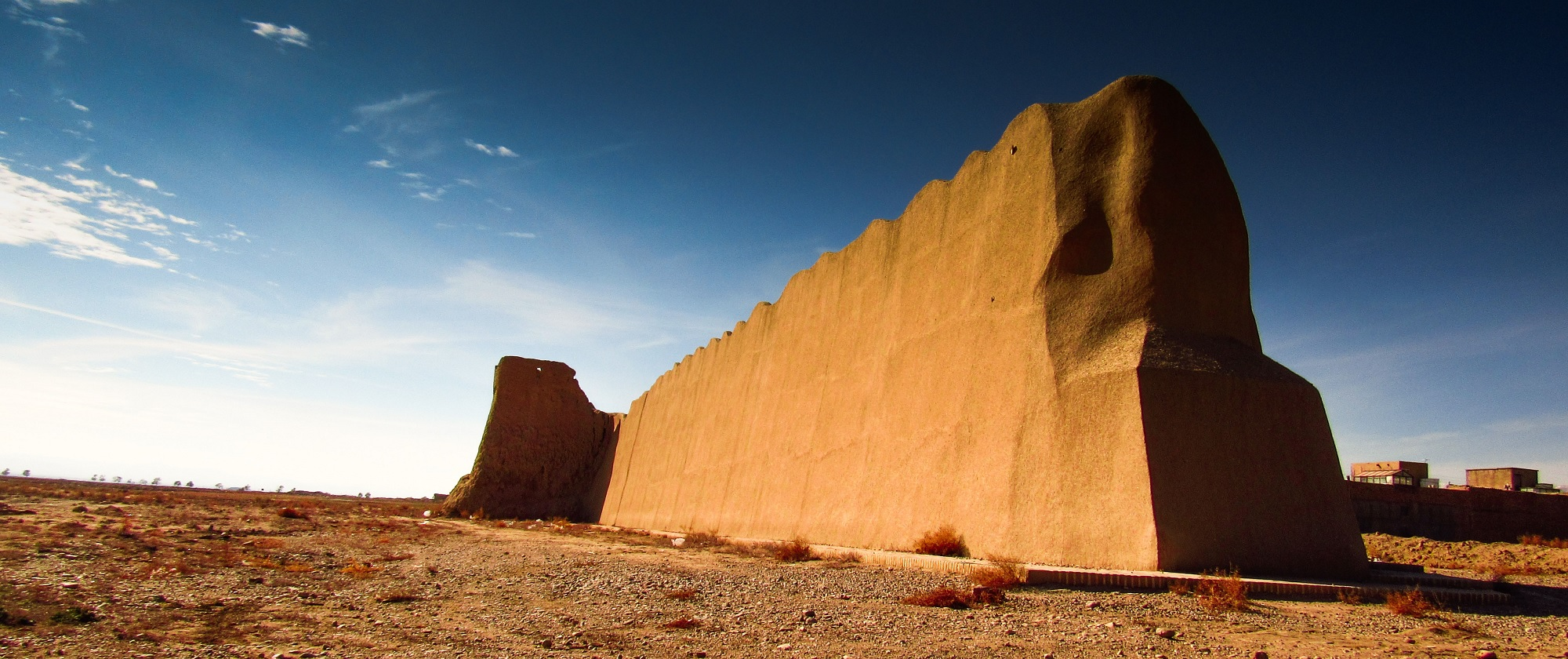
دیوار بارو

## تاریخچه
دامغان، زمانی با نام صد دروازه پایتخت دولت شاهنشاهی اشکانی بوده‌است. قدیمی‌ترین مسجد ایران به نام مسجد تاریخانه «چهل ستون» که ۱۳۰۰ سال قدمت دارد در این شهر قرار دارد.
دور شهر دامغان دیوارهای ستبری وجود داشته که دو درشکه از کنار هم بر روی دیوار رد می‌شدند. بازمانده‌های آن دیوار هم‌اکنون هم دیده می‌شود؛ و به نام دیوار بارو مشهور است. دامغان دو گونه آب و هوا دارد. از جنوب به دشت کویر و از شمال به دامنه‌های جنوبی رشته کوه البرز متصل است. به همین دلیل بیشتر گونه‌های میوه در این شهر می‌رویند.

## جمعیت و زبان

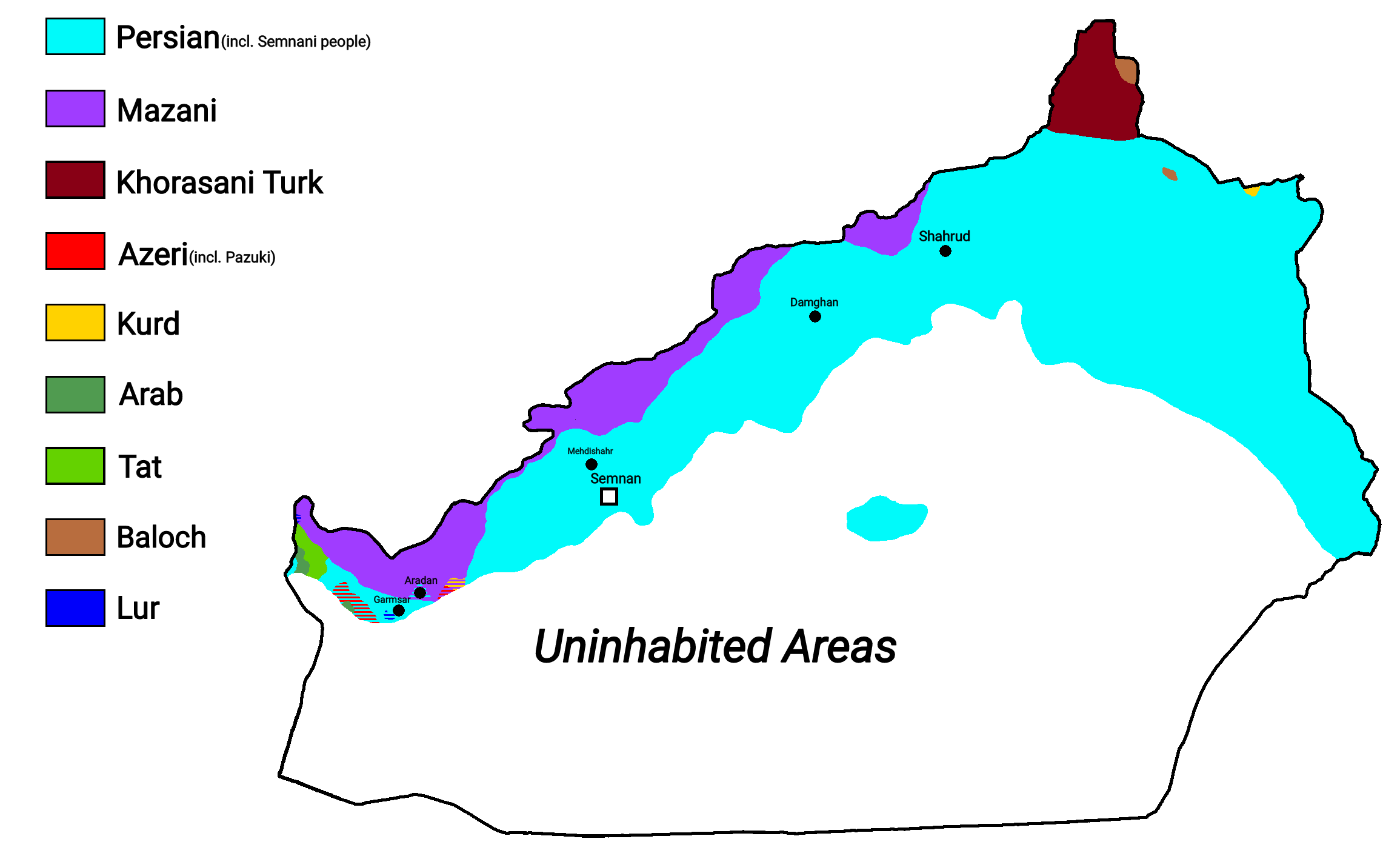
پراکنش اقوام در سمنان

شهرستان دامغان  دارای ۹۴۱۹۰ شخص جمعیت است که ۷۲۹۲۵ شخص آن در مناطق شهری و ۲۱۲۶۵ شخص آن در مناطق روستایی ساکن هستند. . زبان مردم شهرستان دامغان نیز گونه‌ای از زبان فارسی است که با گویش خراسانی پیوستگی دارد. در مناطق شمالی شهرستان دامغان به دلیل همجواری با استان مازندران با اندک تفاوت، مردم به زبان مازندرانی سخن می‌گویند روستاهای جنوبی حاشیه کویر (به جز روستای کوه زر)، تحت تأثیر مناطق مرکزی ایران بوده و به فراوانی واژه‌های آن مناطق را در گفتار آنان می‌توان دید. زبان روستاهای شرقی دامغان به گویش شاهرودی نزدیک است. دیباجی گویش مردم شهر دیباج است. پژوهشگران زبان‌شناس دیباجی را از زبان‌های کاسپین می‌دانند. گویش دیباجی با وجود داشتن شباهت‌هایی با گویش‌های مجاور خود به ویژه نواحی شمالی، تفاوت‌هایی نیز با آنها دارد. پژوهشگران زبان‌شناس با توجه به نزدیکی ویژه گویش دیباجی با گونه‌های مازندرانی به لحاظ صرفی و نحوی، گویش دیباجی یکی را از گونه‌های مازندرانی می‌دانند.

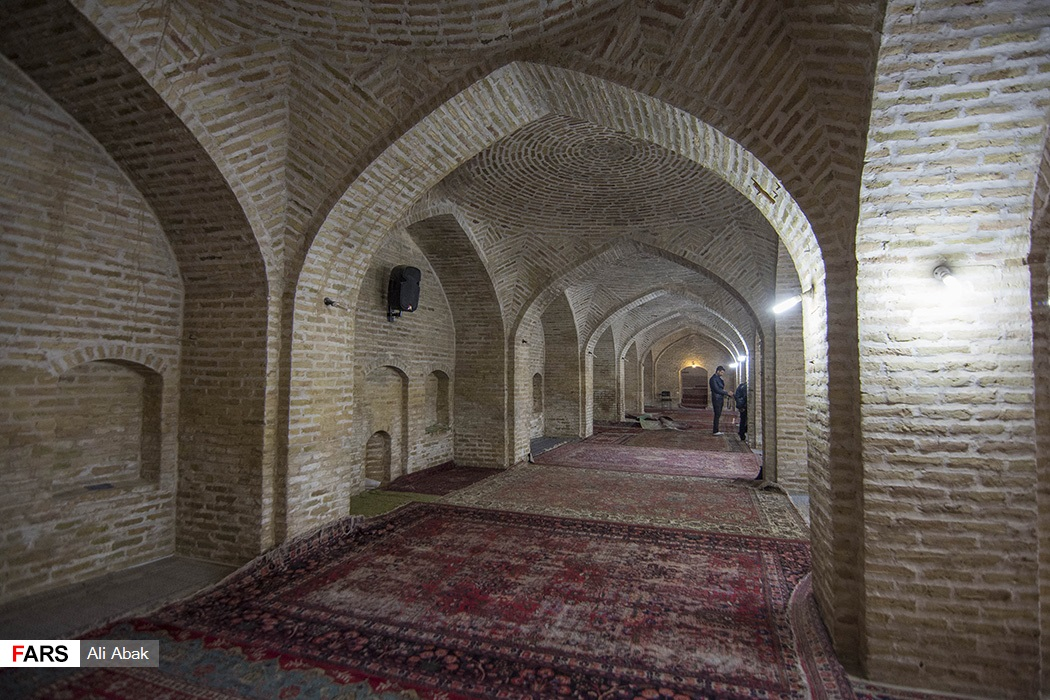
مسجد جامع دامغان

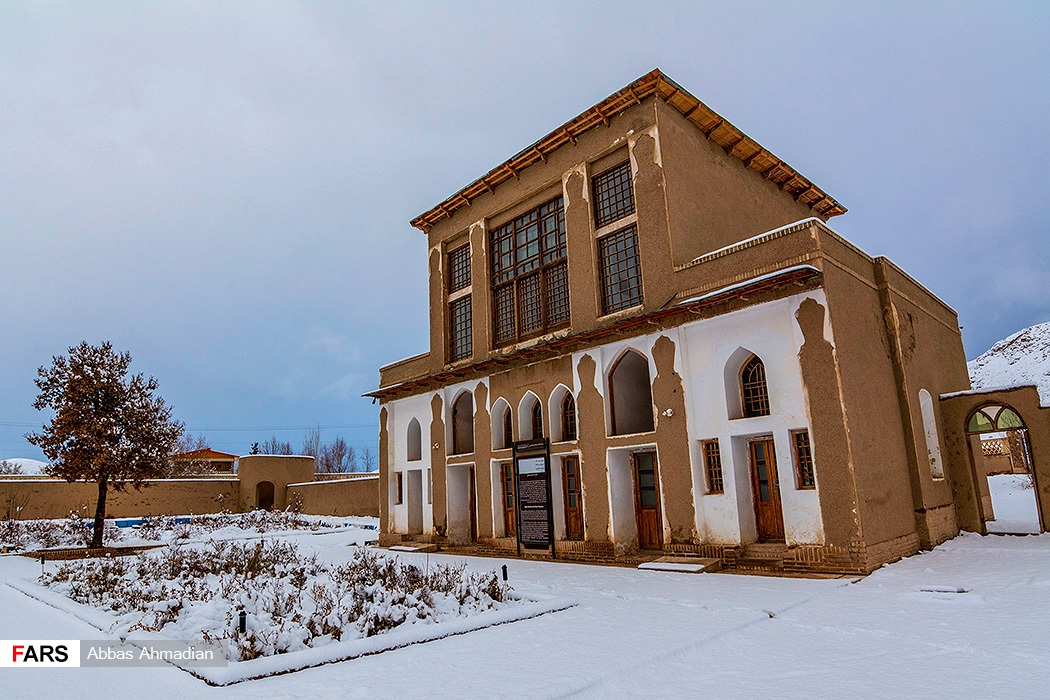
امارت چشمه علی

## راه‌ها
دامغان به عنوان مرکز اتصال راه‌های ایران شناخته می‌شود، بدین جهت که جاده تهران مشهد که غرب و شرق ایران را به هم وصل می‌کند و همچنین کریدور جنوب - شمال که بخش‌های شمالی و جنوبی ایران را بهم متصل می‌کند، از دامغان می‌گذرد.
شهر دامغان در مسیر جاده تهران مشهد جاده ۴۴ قرار گرفته و از غرب به شهر تهران و از سمت شرق به شهر مشهد منتهی می‌شود. همچنین جاده ۸۱ دامغان به خرانق جندق و خور به طول ۴۹۴ کیلومتر از راه‌های اصلی رفت‌وآمد به این شهر است.

## آب و هوا
آب و هوای شهر دامغان به علت وزش بادهای شدید شمالی و بارندگی‌های ناشی از بادهای نواحی گرگان و مازندران زمستان‌های سرد و تابستان‌های معتدل دارد.

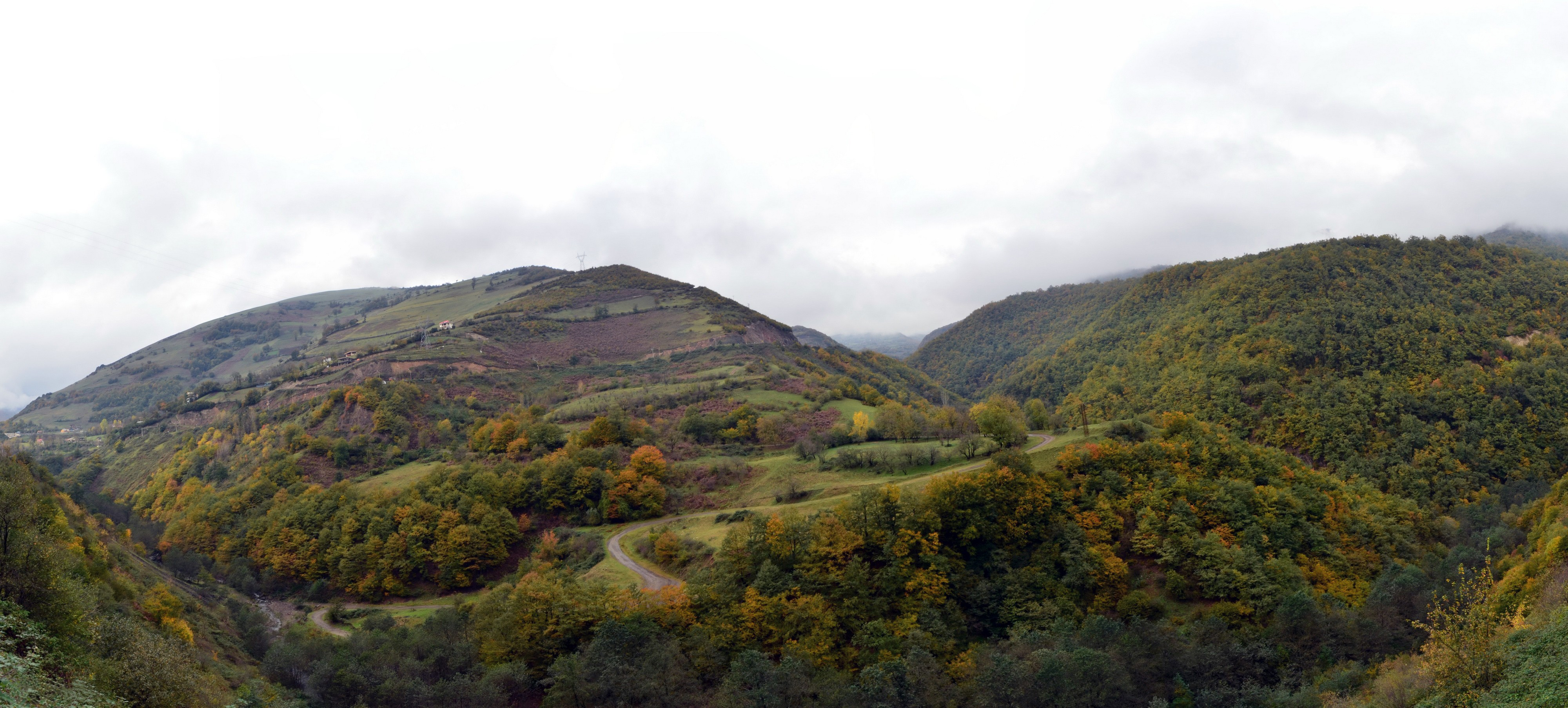
مناظر شمال دامغان

به صورت کلی آب و هوای شهرستان دامغان تنوع زیادی دارد و شاید شما در یک روز، هر۴ فصل از سال را تجربه کنید. فصل بهار در شهرستان دامغان آب و هوای معتدل به همراه وزش باد است. بومیان شهرستان دامغان معتقدند که بادهای شهرستان دامغان باعث به ثمر رسیدن و مرغوبیت محصول پستهٔ این شهرستان شده‌است.

## پسته
پسته مهم‌ترین سوغات شهر دامغان که جزو محصولات صادراتی است. وجود آب و هوای مناسب و خاک حاصلخیز برای محصول پسته، دامغان را به یکی از مهم‌ترین قطب‌های تولید پسته در کشور ایران تبدیل کرده‌ است. سالانه حجم زیادی از محصول پسته در دامغان برداشت می‌شود و به نقاط مختلف کشور و کشورهای همسایه صادر می‌شود. انواع مختلف این محصول از جمله پستهٔ کله‌قوچی، پستهٔ قرمز علیان، پستهٔ فخری، پستهٔ شاهپسند، پستهٔ اکرمی،پسته اکبری، پستهٔ عباسعلی، پستهٔ خنجری و پستهٔ احمدآقایی است که همگی در دامغان کشت و برداشت می‌شوند.

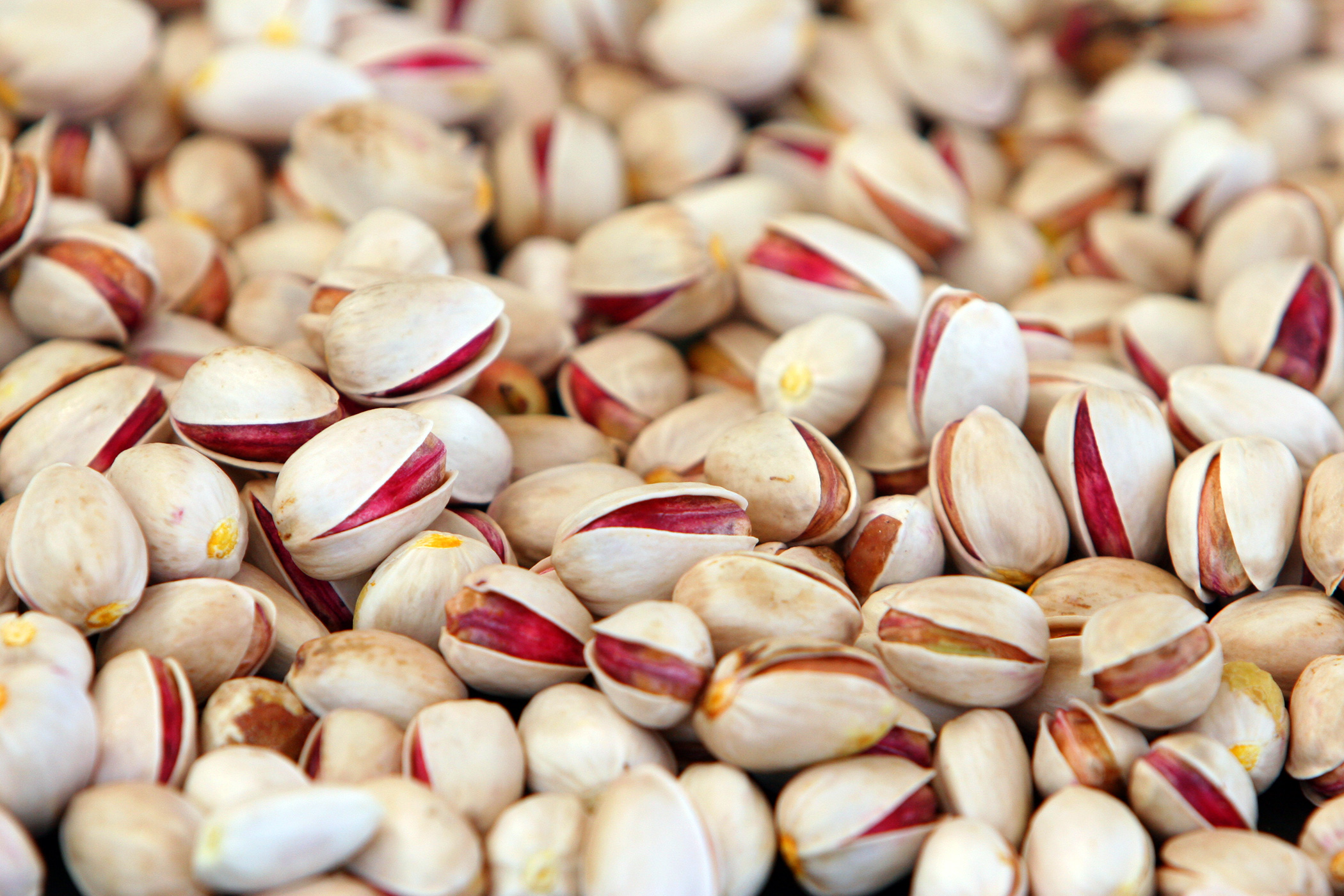
پسته

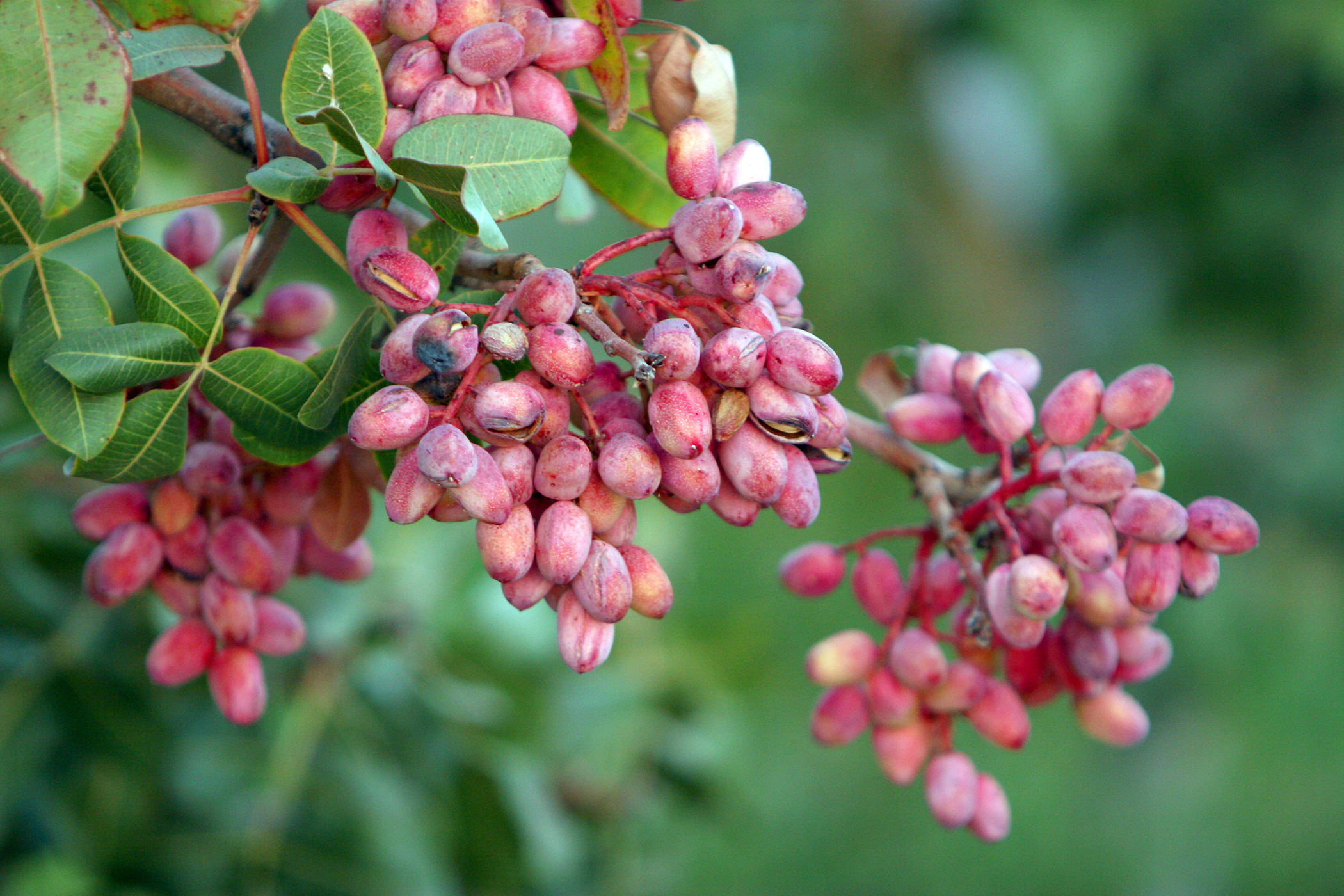
پسته

## آثار تاریخی و دیدنی
یکی از مهم‌ترین تفریحگاه‌های دامغان، چشمه علی است.

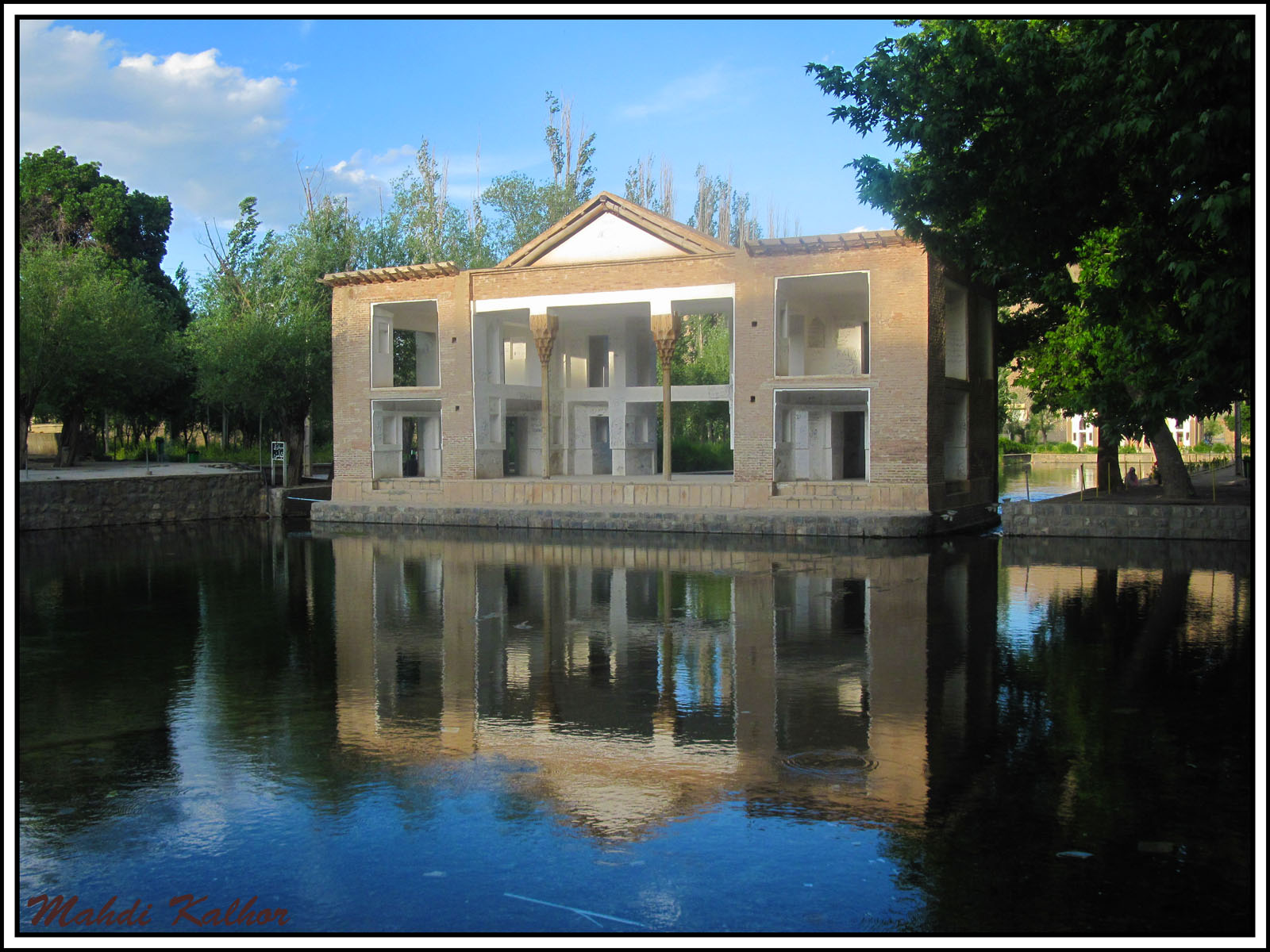
چشمه علی دامغان

تپه‌حصار نیز یکی از آثار به جای مانده از روزگاران کهن است و حدود ۷۰۰۰ سال قدمت دارد و تا به حال کاوشهای باستانی در آن صورت گرفته که نشان می‌دهد شهری است که در اثر زلزله بر سر مردمانش خراب شده‌است.

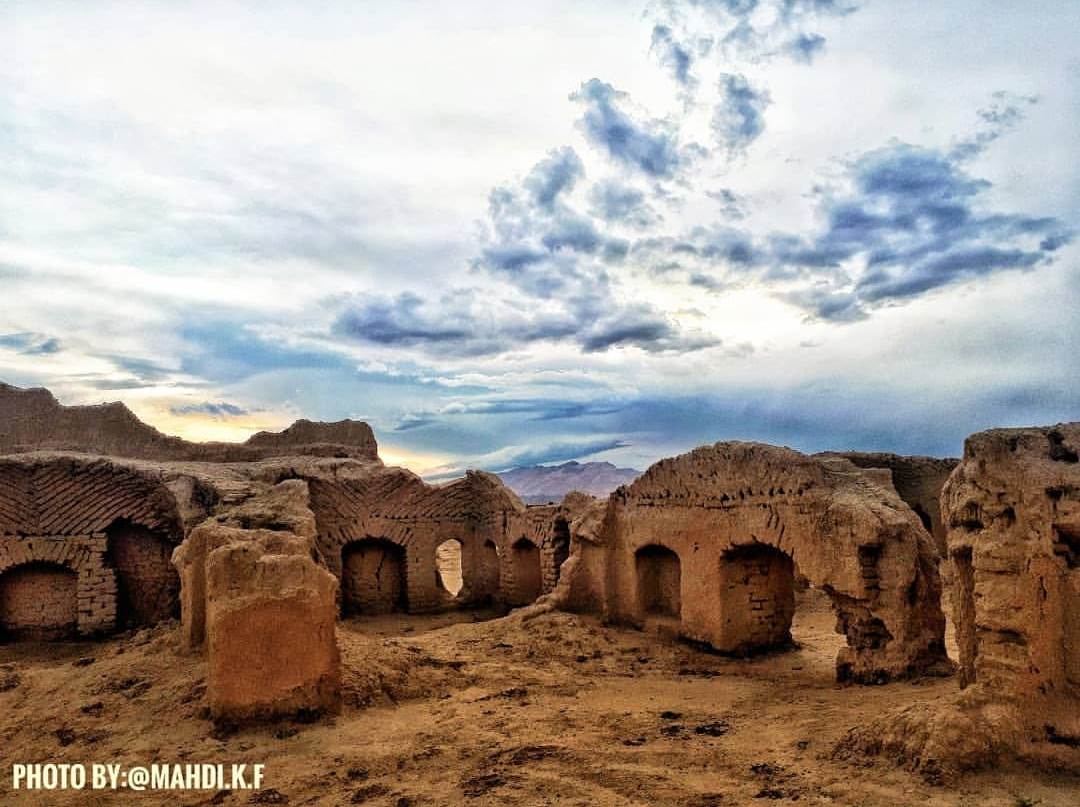
تپه حصار دامغان

## فرهنگ و مذهب در دامغان
مردم دامغان به دلیل همجواری با منطقهٔ خراسان بزرگ و طبرستان وجود آثار تاریخی و فرهنگی بسیار در این منطقه از وارثین قابل اعتنای فرهنگ و ادب فارسی به حساب می‌آیند. فرهنگ این شهر آمیخته‌ای از فرهنگ ایرانی اسلامی کهنی است که از علل آن می‌توان به قرن‌ها حضور اسلام در این وادی و وجود اولین مسجد ایران، مسجد تاریخانه در این شهر اشاره نمود. اکثریت قریب به مطلق مردم دامغان پیروان شیعهٔ دوازده امامی بوده و وجود فرهنگ قدیمی و غنی عزاداری برای حسین بن علی سالیانه بسیاری از مردم را به این شهر و دیار فرا می‌خواند. فرهنگ دامغان به دلیل همجواری با استان مازندران از آن دیار نیز تأثیر پذیرفته‌است و می‌توان در گفتار دامغانی کلماتی از پارسی قدیم و زبان پهلوی را شناسایی کرد.

## جاذبه‌های گردشگری

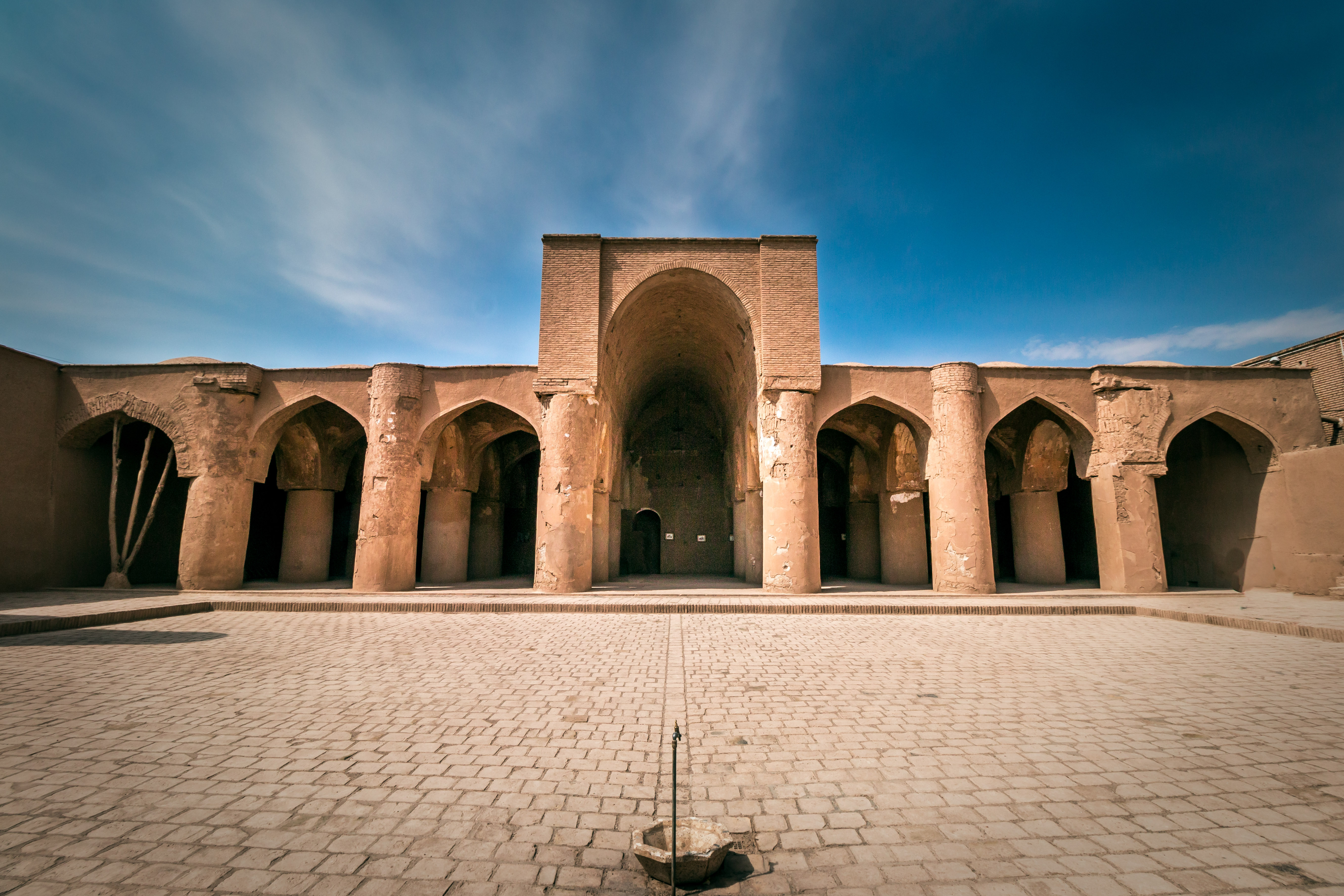
مسجد تاریخانه

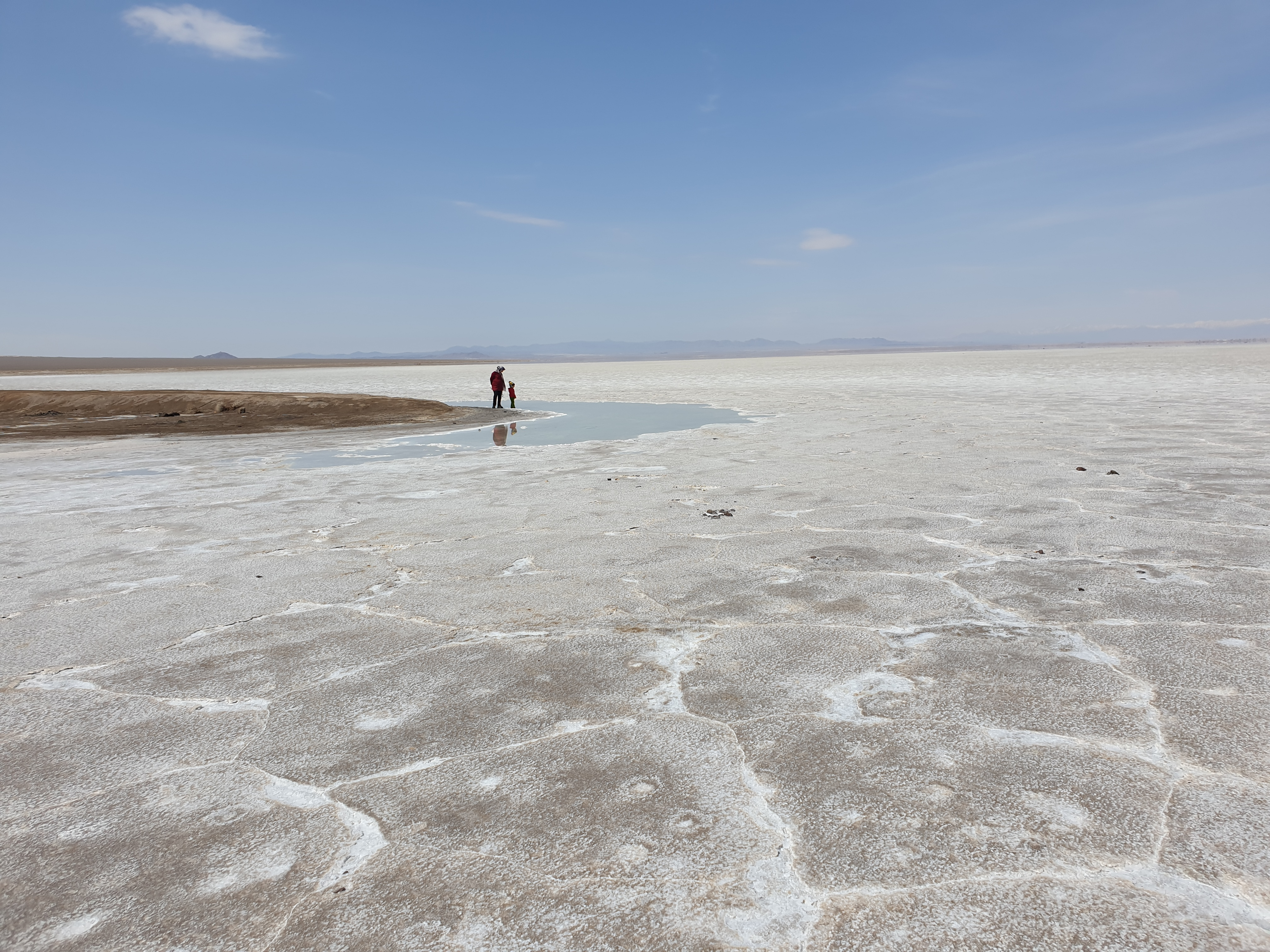
دریاچه نمک

### آثار تاریخی
- چشمه علی در ۲۵ کیلومتری شمال دامغان که از تفرجگاه‌های شاهان قاجار بود
- مسجد تاریخانه قدیمی‌ترین مسجد ایران
- مسجد جامع
- آرامگاه شاهرخ‌شاه، دامغان
- مسجد حاج شکرالله
- برج چهل‌دختران
- گنبد زنگوله
- بازار بزرگ دامغان (بازارچه)
- تپه‌حصار
- آرامگاه پیرعلمدار
- امامزاده جعفر
- امامزاده محمد
- گورشاه
- برج طغرل مهماندوست
- قلعه گردکوه
- قلعه کوه مهرنگار
- شهر باستانی شامان
- بقایای مرکز ایالت قومس در جنوب روستای قوشه و غرب امیریه
- بارگاه بکیر بن اعین[۱۳]
- خانه لطفی
- دیوار بارو
- هفت تنان -سلطانیه
- روستای و کارونسرای قوشه
- شمس‌آباد - تپه شمس‌آباد

### آثار طبیعی
- غار شیربند در شمال روستای جزن
- کویر حاج علی‌قلی واقع در جنوب روستای حسن آباد
- روستای شمالی با چشمه‌های خروشان و معماری پلکانی به نام بادله کوه
- چشمه پیر خوشتر در شمال شهر کلاته رود بار واقع در شمال دامغان
- سرچشمه دیباج
- تنگه زندان
- کویر لوت
- گرد کوه
- چشمه قلقل
- تپه‌های مریخی
- قلعه تاریخی برم در روستاب برم قلعه بالا

### قلل مرتفع
- قله چالویی
- قله شاهدار کوه
- قله کرکسی
- قله بادله کوه
- قله منصور کوه

## شهرهای خواهر خوانده
- برونته ایتالیا: بیان‌شده در ۷ اکتبر ۲۰۱۵
- شاهرود، ایران